# Johan Frederic Hoffmann

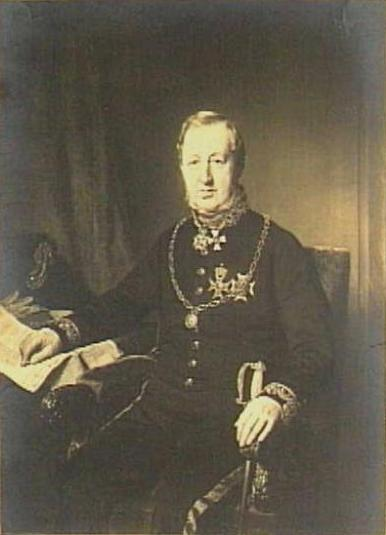
Robert van Eijsden. Portret van Johan Frederic Hoffmann. Rotterdam, Museum Boijmans Van Beuningen.

Johan Frederic Hoffmann (Rotterdam, 7 januari 1791 - aldaar, 16 augustus 1870) was van 1825 tot 1870 directeur van de Maatschappij van Rotterdamsche Assurantiën, en van 1845 tot 1866 burgemeester van Rotterdam.
Hoffmann heeft diverse belangrijke openbare functies bekleed in Rotterdam. Hij was, evenals zijn vader, onder andere wethouder van Rotterdam, lid Vergadering van Notabelen voor het departement Monden van de Maas, en lid Provinciale Staten van Zuid-Holland. Hij was ook directeur van de firma Hoffmann en Doorepaal, reders en zeehandelaren te Rotterdam, en directeur Maatschappij van Rotterdamsche Assurantiën.
Hij heeft een zeer belangrijke rol gespeeld in de annexatie van het dorp Feijenoord op de zuidoever van de Nieuwe Maas. Er werd besloten om de eerste grote havens en een vaste oeververbinding, de Willemsbrug, aan te leggen. Onder zijn bewind is het bestuur van de Gemeente Rotterdam sterk verbeterd. Onder zijn bewind werd de dienst Gemeentewerken en het Gemeentearchief opgericht. Burgemeester Hoffman trad in 1866 tegelijk met hoofdcommissaris A.J.C. Janssens af na zware klachten over het functioneren van de politie, met als dieptepunt de arrestatie in de Schouwburg van een landgenoot door een geüniformeerde Duitse agent, zonder dat de Rotterdamse politie ingreep.
Het Burg. Hoffmannplein, op het Noordereiland is naar hem vernoemd. Hij was Commandeur in de Orde van de Nederlandse Leeuw en Grootofficier in de Orde van de Eikenkroon.
- Biografisch Portaal: 39391487
- International Standard Name Identifier: 0000 0004 5286 0328
- Nederlandse Thesaurus van Auteursnamen: 39419232X
- Parlement.com: vgkj1bjke0w1
- Virtual International Authority File: 317290959
- WorldCat: E39PBJcKG9KH6kJv9yMK96PRKd